# GT Racers
GT Racers es un videojuego de carreras desarrollado por Aqua Pacific para PlayStation 2, Windows, Game Boy Advance y PlayStation 3. Fue publicado por Oxygen Interactive para PS2 el 5 de noviembre de 2004, por Trend Redaktions para PC el 26 de mayo de 2006, por Liquid Games para GBA el 28 de julio de 2006 y por OG International para PS3 el 15 de agosto de 2012.

## Jugabilidad
GT Racers es un juego de carreras sencillo con dos modos para un jugador: carrera rápida y campeonato con tres modos. (Bronce, Plata y Oro) Completar el modo desbloquea autos nuevos. En total hay once coches. Están basados en coches de la vida real. Se incluyen diez pistas en cinco ciudades: Berlín, Londres, París, Tokio y Nueva York. Cada localidad tiene una pista diurna y otra nocturna.

## Recepción
Chris Wigham de Console Obsession escribió: "No es tan malo como Formula Challenge de ninguna manera (ligeramente mejor), pero GT Racers sigue siendo un corredor poco interesante, que se siente como un juego menor en comparación con la mayoría de la competencia. Hay muchos otros títulos de carreras que se pueden adquirir por un precio similar, que tienen mucha más personalidad y emoción. Entonces GT Racers no es una recomendación".